# Mittlere freie Flugzeit
Die mittlere freie Flugzeit oder Stoßzeit {\displaystyle \tau } in einem Vielteilchensystem ist die durchschnittliche Zeitdauer zwischen Stößen eines Teilchens (z. B. Atom, Molekül, Ion oder Elektron).
Die mittlere freie Flugzeit ist mit der mittleren freien Weglänge {\displaystyle \lambda } durch die mittlere Geschwindigkeit {\displaystyle {\bar {v}}} verknüpft:
{\displaystyle \tau ={\frac {\lambda }{\bar {v}}}}
Die mittlere freie Flugzeit wird insbesondere in der Festkörperphysik verwendet, da man bei Betrachtungen der Fermi-Kugel im Impulsraum nicht mit der mittleren freien Weglänge argumentieren kann. Bei diesen beiden Begriffen endet der freie Flug mit einem klassischen Stoß an einem anderen Teilchen. Sie sind daher konzeptionell von der Relaxationszeit zu trennen, bei der z. B. Elektronen aus dem elektronisch höhergelegenen Leitungsband in einen energetisch tieferen Zustand zurückfallen.
Verallgemeinert sind solche Stoßvorgänge als eine Art von Reibung oder Dämpfung anzusehen. In vielen physikalischen Theorien wird daher eine Stoßzeit {\displaystyle \tau } als Parameter für unvermeidliche Verluste des jeweiligen Mechanismus eingeführt, siehe beispielsweise beim Harmonischen Oszillator oder bei der Drude-Theorie.

## Mittlere freie Flugzeit von Elektronen in Festkörpern
Mittlere freie Flugzeit {\displaystyle \tau }, mittlere Geschwindigkeit {\displaystyle {\bar {v}}} und mittlere freie Weglänge {\displaystyle \lambda } von Leitungselektronen der Fermi-Fläche, berechnet aus der Leitfähigkeit {\displaystyle \sigma } und der Elektronendichte {\displaystyle n_{e}} nach:
{\displaystyle \tau ={\frac {m_{e}}{e^{2}}}\cdot {\frac {\sigma }{n_{e}}}}
mit
- {\displaystyle m_{e}} Elektronenmasse
- {\displaystyle e} Elementarladung.

| Element | {\displaystyle \sigma } {\displaystyle 10^{5}\,\Omega ^{-1}\mathrm {cm} ^{-1}} | {\displaystyle n_{e}} {\displaystyle 10^{22}\,\mathrm {cm} ^{-3}} | {\displaystyle \tau } {\displaystyle 10^{-14}\,\mathrm {s} } | {\displaystyle {\bar {v}}} {\displaystyle 10^{8}\,\mathrm {cm/s} } | {\displaystyle \lambda } {\displaystyle 10^{-8}\,\mathrm {m} } |
| ------- | ------------------------------------------------------------------------------ | ----------------------------------------------------------------- | ------------------------------------------------------------ | ------------------------------------------------------------------ | -------------------------------------------------------------- |
| Li      | 1,2                                                                            | 4,70                                                              | 0,9                                                          | 1,29                                                               | 1,1                                                            |
| Na      | 2,3                                                                            | 2,50                                                              | 3,3                                                          | 1,04                                                               | 3,5                                                            |

## Einzelnachweis
1. ↑  K. Kopitzki, P. Herzog: Einführung in die Festkörperphysik. Teubner Verlag, 2007, ISBN 3-8351-0144-7, S. 163.